# 博戈罗茨科耶农村居民点 (别尔哥罗德州)
博戈罗茨科耶农村居民点（俄语：Богородское сельское поселение）是俄罗斯联邦别尔哥罗德州新奥斯科尔区所属的一个农村居民点。其下辖有4个居民点，行政中心为博戈罗茨科耶。据2016年统计，该农村居民点的人口为954人。